# Along the Way
Along the Way — сольный студийный альбом американского музыканта Марка Макгуайра (Mark McGuire, из трио Emeralds), выпущенный 4 февраля 2014 года на лейбле Dead Oceans.

## Отзывы
| Совокупная оценка    | Совокупная оценка |
| Источник             | Оценка            |
| -------------------- | ----------------- |
| Metacritic           | 73/100            |
| Оценки критиков      |                   |
| Источник             | Оценка            |
| AllMusic             | [ 3 ]             |
| Blurt                | [ 4 ]             |
| Fact                 | 3/5               |
| The 405              | 8/10              |
| The Line of Best Fit | [ 7 ]             |
| MusicOMH             | [ 8 ]             |
| NME                  | 7/10              |
| Pitchfork            | 7.9/10            |
| Tiny Mix Tapes       | [ 11 ]            |
| Under the Radar      | [ 12 ]            |

Альбом получил положительные отзывы от музыкальных критиков.
Фред Томас из AllMusic дал альбому 4 звезды из 5, отметив, что «Along the Way представляет собой самый амбициозный материал МакГвайра на сегодняшний день, включая более глубокий продакшн и множество различных инструментов, которые никогда не входили в сфокусированные на лазере исследования соло-гитары, которые составляли предыдущие альбомы». Он добавил: «Это невероятный подвиг для артиста — создать что-то настолько огромное и разворачивающееся, не потеряв себя в процессе, но Макгуайр сделал именно это, и в результате получилась его самая подробная и душевная работа». Том Фенвик из Under the Radar дал альбому 7 звёзд из 10, написав: «Создавая слои звука из цифровой перкуссии, далёкого вокала с автоподстройкой и синтезированной атмосферы, он окружает их своей виртуозной игрой на электрической и акустической гитаре».

## Список композиций
Слова и музыка всех песен — Mark McGuire.
| №  | Название                           | Длительность |
| -- | ---------------------------------- | ------------ |
| 1. | «Awakening»                        | 1:20         |
| 2. | «Wonderland of Living Things»      | 2:51         |
| 3. | «In Search of the Miraculous»      | 5:53         |
| 4. | «To the Macrobes (Where Do I Go?)» | 5:05         |
| 5. | «Astray»                           | 1:55         |

| №  | Название                                          | Длительность |
| -- | ------------------------------------------------- | ------------ |
| 6. | «Silent Weapons (The Architects of Manipulation)» | 5:14         |
| 7. | «The Instinct»                                    | 12:00        |

| №   | Название                                   | Длительность |
| --- | ------------------------------------------ | ------------ |
| 8.  | «The Human Condition (Song for My Father)» | 4:11         |
| 9.  | «For the Friendships (Along the Way)»      | 8:30         |
| 10. | «Arrival Begins the Next Departure»        | 5:11         |

| №                   | Название                   | Длительность |
| ------------------- | -------------------------- | ------------ |
| 11.                 | «The War on Consciousness» | 6:05         |
| 12.                 | «The Lonelier Way»         | 5:37         |
| 13.                 | «Turiya (The Same Way)»    | 3:47         |
| Общая длительность: | Общая длительность:        | 67:31        |